# Подземная саламандра
Подземная саламандра (лат. Eurycea spelaea) — вид хвостатых земноводных из семейства безлёгочных саламандр.

## Распространение
Эндемик США, ареал вида охватывает север Арканзаса, юго-восток Канзаса, юг Миссури и северо-восток Оклахомы.

## Описание
Общая длина достигает 12-14 см. Голова уплощена. Глаза редуцированы: маленькие, поднятые вверх, закрыты кожей и чуть просвечиваются. Туловище сильно сжатое с боков и кажется очень тонким. Имеет 16-19 рёберных борозд. Хвост достаточно длинный. Окраска розово-белая с оранжевыми пятнами по бокам, на лапах и хвосте.

## Образ жизни
Обитает в карстовых гротах и пещерах. Приспособилась к жизни в подземных водоёмах, на поверхности не появляется. Питается беспозвоночными и их личинками.

## Размножение
Самка откладывает до 13 яиц. Личинки длиной 3 см, имеют высокий хвостовой плавник и внешние жабры. Живут в горных потоках, имеют нормальную пигментацию кожи и хорошо развитые глаза. Окрашены в коричневый или пурпурно-серый цвет с жёлтыми пятнами по бокам. После метаморфоза, который длится от 1 до 3 лет, пещерная саламандра уходит в подземные потоки.